# Baorisa philippina
Baorisa philippina là một loài bướm đêm trong họ Noctuidae.